# Schizaea valdiviana
Schizaea valdiviana là một loài dương xỉ trong họ Schizaeaceae. Loài này được Phil. mô tả khoa học đầu tiên năm 1868.
Danh pháp khoa học của loài này chưa được làm sáng tỏ. 